# NGC 3739
NGC 3739 ist eine Spiralgalaxie vom Hubble-Typ Sbc im Sternbild Löwe auf der Ekliptik. Sie ist schätzungsweise 428 Millionen Lichtjahre von der Milchstraße entfernt.
Das Objekt wurde am 16. März 1869 von Otto Wilhelm von Struve entdeckt.